# アクリル樹脂
アクリル樹脂（アクリルじゅし、英語 acrylic resin）とは、アクリル酸エステルあるいはメタクリル酸エステルの重合体で、透明性の高い非晶質の合成樹脂である。特にポリメタクリル酸メチル樹脂（Polymethyl methacrylate。略称PMMA）による透明固体材はアクリルガラスとも呼ばれる。擦ると特有の匂いを発することから匂いガラス（においガラス）とも呼ばれた。また、ポリカーボネートなどと共に有機ガラスとも呼ばれる。
アクリル樹脂は1934年ごろ工業化された。
数多くの商標名があることでも知られ、ドイツエボニック社の「プレキシグラス」（Plexiglasが正しいが一般名詞化しplexiglassと綴られることもある）などが有名。

## 製法
ラジカル重合により、重合度が10,000から15,000程度の製品が作られている。実際には懸濁重合で合成したものを熱可塑形成して薄板やその他の形状に加工することが多いが、厚手の板を作成する場合や、合わせガラスの場合は、2枚のガラスの間にモノマーと重合開始剤を封入してその場で重合し張り合わせる鋳込み（キャスティング）重合が行われる場合もある。鋳込みの方が、硬く物性の良いものが出来る場合が多い。しかし、加工に時間がかかるため割高な素材となる。

## 性質
メタクリル酸エステル重合体（ポリマー）は透明度の最も高いものの一つで、屈折率も1.49と高く、熱可塑性で複雑な形状に加工することが可能なために光学材料の素材として汎用されている。クロロホルムやアセトンなど種々の有機溶媒に可溶であり、非晶質プラスチックで80–100°C程度で軟化変形し始める。熱成型は通常260°C程度で行われる。
また、アクリル酸のモノマーは他のモノマーと共重合することで改質することが可能であり、アクリル樹脂をベースとした種々の合成樹脂が発明されている。
一般的な樹脂の中では、優れた耐候性を示し、そのため鋼鈑や他の樹脂板の上にコーティングやラミネートされて、屋外用途にも広く使われている。

## 用途

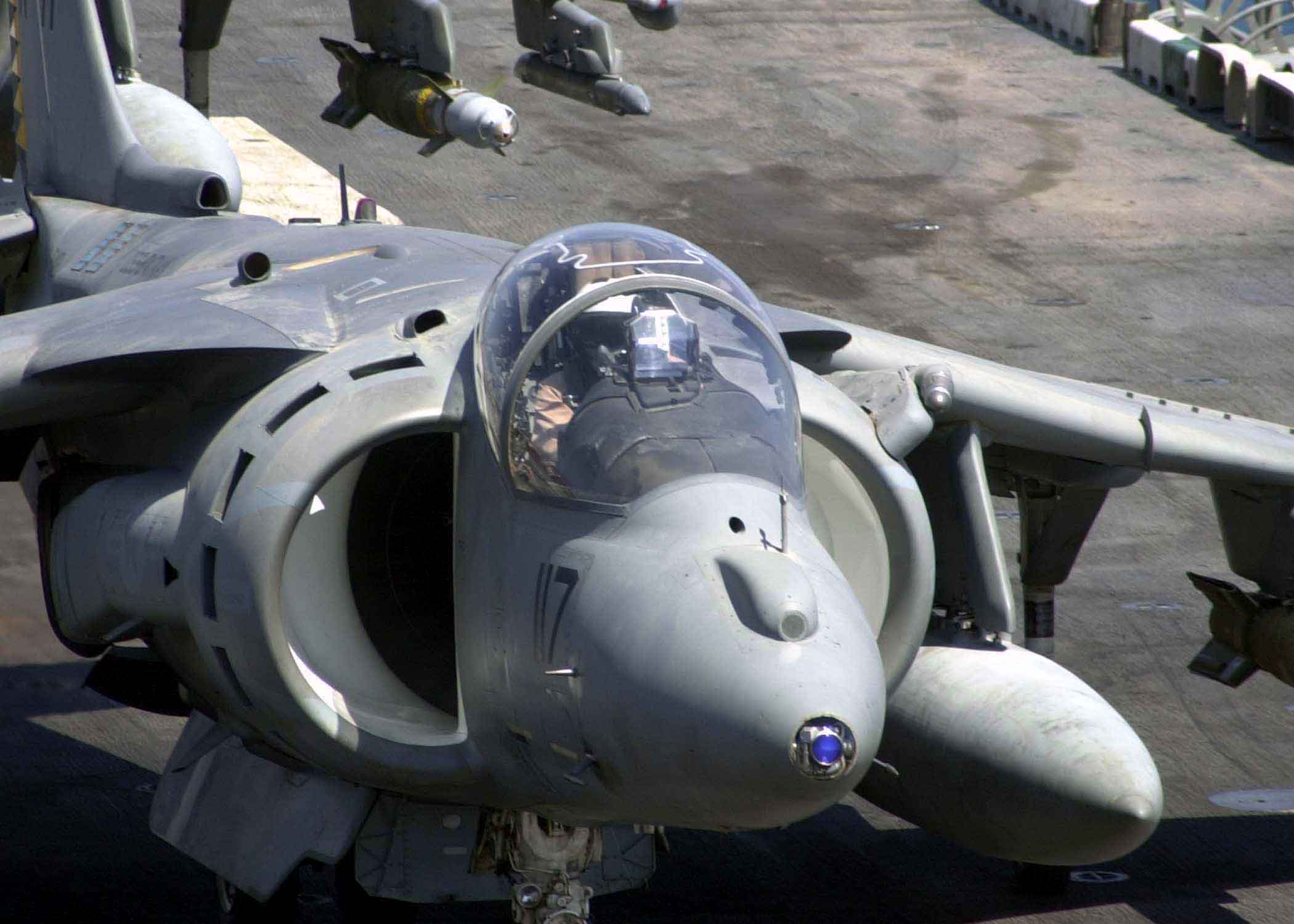
湾曲しているAV-8Bのキャノピー。上面の白い線は破砕機構

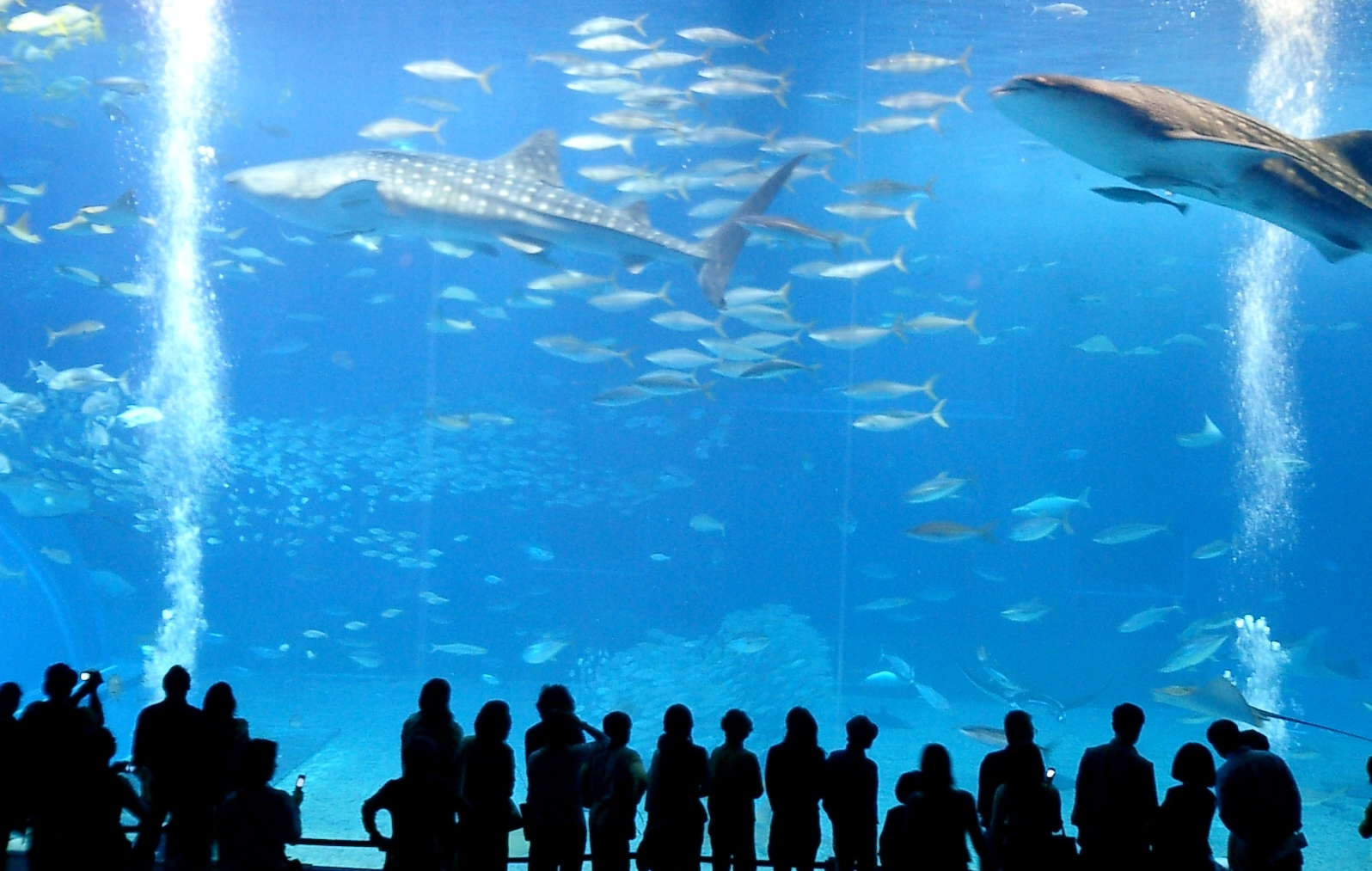
厚さ60cmのアクリルガラスを使用した水槽（沖縄美ら海水族館）

ポリメタクリル酸エステル樹脂は高い透明性・耐衝撃性があり、熱可塑形成・着色が容易なことから、無機ガラスの代用品として建築や乗り物の窓材、照明器具のカバー、行灯看板、道路標識、日用品、事務用品、工芸品、腕時計の風防などに利用される。
曲面加工により空気抵抗が軽減できることから、第二次世界大戦中から航空機のキャノピーに用いられるようになった。傷が付きやすいため現代ではコーティングが施されたものが広く利用されている。耐衝撃性があるため射出座席で緊急脱出する際に頭部を風防に強打して死亡する事故（映画『トップガン』で有名な場面である）が発生しており、対策としてキャノピーを破砕するキャノピーブレーカーを装備したり、一部が内側からの衝撃で割れやすくする加工を施している。
樹脂の成型技術の発達によって無機ガラスでは困難な厚さや形状の頑丈な有機ガラスが実現し、水族館での大型水槽展示、また家庭用でも横幅1メートルを越す熱帯魚用大型水槽の製作が容易になった。傷が付きやすいので大型プレコなどを飼うときは気をつける必要があるが、その欠点を補う特性がある。
アクリル酸エステルを液状、あるいは、ワックス状に重合させたものは、着色性の良さによりアクリル樹脂塗料の原料としても広く使用されている。水性アクリル絵具はアクリルエマルションを用いた絵具である。アクリル樹脂のエマルションは接着剤としても用いられている。また、アクリルモノマーにアクリルパウダーを重合反応させるタイプの接着剤も存在する。これらは後述する光硬化性樹脂（UVレジン）と共に、造形剤としても用いられている。

## 光硬化性樹脂（UVレジン）
一部のアクリル樹脂には、紫外線で硬化する光硬化性樹脂・UVレジンと呼ばれるタイプのものが存在する。紫外線で硬化するその性質を利用して、歯科やホビー（アクセサリーや模型他）等の分野で、造形剤としても利用されている。
一般的にレジンと呼ばれるものは、完全に固まると剛性を持つが靭性や弾性に欠ける場合（ハードタイプ）が多いが、中には完全硬化後も強い靭性や弾性をもつものがある。光硬化性樹脂でも、このような物性を持つタイプ（ソフトタイプ）が存在する。
工業用として、または一般用として発売されている各種の3Dプリンターでも、これを用いたタイプがある。この場合は、液状の造形剤内に成形した素材が沈む形での出力となる。